# Gertrude Barrows Bennett
Gertrude Barrows Bennett (Minneapolis, 18 settembre 1883 – San Francisco, 2 febbraio 1948) è stata una scrittrice statunitense.
Fu la prima donna negli Stati Uniti a raggiungere una certa notorietà come autrice di narrativa fantastica. Pubblicò i suoi scritti con lo pseudonimo di Francis Stevens ed è considerata l'ideatrice del genere dark fantasy. Una delle sue opere più famose è la novella Claimed, che H. P. Lovecraft definì come "uno dei romanzi fantasy più strani e coinvolgenti che potrete mai leggere".

## Biografia
Gertrude Mabel Barrows nacque a Minneapolis nel 1883. Frequentò le scuole superiori nella speranza di diventare un'illustratrice, invece iniziò a lavorare come stenografa, mestiere che saltuariamente continuò a svolgere per il resto della sua vita.
Nel 1909 sposò Stewart Bennett, un giornalista ed esploratore inglese, e si trasferì a Filadelfia in Pennsylvania. Un anno dopo il marito morì durante una delle sue spedizioni, lasciandola sola e con una figlia da crescere. Quando suo padre morì al termine della prima guerra mondiale, Barrows Bennett si prese cura anche della madre invalida. È in questo periodo che iniziò a scrivere racconti e romanzi.
Nel 1920 venne a mancare anche la madre, così Barrows Bennett si trasferì in California, dove morì nel 1948.

### Carriera letteraria
Barrows Bennett scrisse il suo primo racconto breve a 17 anni: si trattava di una storia di fantascienza intitolata "The Curious Experience of Thomas Dunbar". Spedì questo suo lavoro alla rivista pulp Argosy, che la pubblicò nel marzo del 1904.
Quando dovette prendersi cura della madre invalida, riprese a scrivere come mezzo per mantenere la famiglia: nel 1917 il periodico All-Story Weekly pubblicò la novella The Nightmare, che narra di una misteriosa isola sulla quale l'evoluzione ha preso una strada diversa rispetto al resto del pianeta; quest'opera ricorda da vicino La terra dimenticata dal tempo di Edgar Rice Burroughs, dato alle stampe circa un anno dopo. Barrows Bennett non voleva che il proprio nome venisse associato a The Nightmare, così chiese e ottenne di utilizzare uno pseudonimo: lei propose "Jean Vail", ma l'editore la convinse a optare per "Francis Stevens".
Negli anni successivi, Barrows Bennett scrisse molti racconti e romanzi come "L'isola" ("Friend Island", 1918), ambientato nel XXII secolo in una Terra dominata dalle donne, e Serapion (1920), che narra di un uomo posseduto da un'entità soprannaturale.
Nel 1918, Argosy pubblicò a puntate il suo primo e forse migliore romanzo, The Citadel of Fear; la trama ci porta in una città azteca dimenticata e riscoperta durante la prima guerra mondiale. Nel 1952, nell'introduzione di una ristampa di questo scritto, venne rivelato il vero nome della scrittrice Francis Stevens.
Nel 1919 pubblicò il suo unico romanzo di fantascienza, Le teste del cerbero (The Heads of Cerberus): si tratta di un'opera distopica in cui chiunque inali una polvere grigia contenuta in una fiala viene trasportato avanti nel tempo fino al 2118, in una Filadelfia dominata da un regime totalitario.

## Opere

### Romanzi e novelle
- The Nightmare, in All-Story Weekly del 14 Aprile 1917; prima edizione in volume Renaissance E Books, 2003.
- The Labyrinth, serializzato in tre puntate in All-Story Weekly dal 27 Luglio al 10 Agosto 1918; prima edizione in volume nella raccolta The Nightmare and Other Tales of Dark Fantasy, Bison Frontiers of Imagination, Bison Books, 2004.
- The Citadel of Fear, serializzato in sette puntate dal 14 Settembre al 26 Ottobre 1918; prima edizione in volume nel periodico Famous Fantastic Mysteries Combined with Fantastic Novels Magazine di Febbraio 1942.
- Le teste del cerbero (The Heads of Cerberus), serializzato in cinque puntate in The Thrill Book dal 15 Agosto al 15 Ottobre 1919; prima edizione in volume The Polaris Fantasy Library 1, Polaris Press, 1952. Traduzione di Sergio Perrone, I Precursori 3, Editrice Nord, 1993.
- Avalon, serializzato in quattro puntate in Argosy dal 16 Agosto al 6 Settembre 1919; prima edizione in volume nel tomo doppio Claimed! and Avalon, The Francis Stevens Library 1, Black Dog Books, 2018.
- Claimed o Claimed!, serializzato in tre puntate in Argosy dal 6 al 20 Marzo 1920; prima edizione in volume nel periodico Famous Fantastic Mysteries di Aprile 1941.
- Possessed: A Tale of the Demon Serapion o Serapion, serializzato in quattro puntate in Argosy dal 19 Giugno al 10 Luglio 1920; prima edizione in volume nel periodico Famous Fantastic Mysteries Combined with Fantastic Novels Magazine di Luglio 1942.
- Sunfire, serializzato in due puntate in Weird Tales di Luglio-Agosto e Settembre 1923; prima edizione in volume Apex International, 1996.

### Racconti
- "The Curious Experience of Thomas Dunbar", in The Argosy di Marzo 1904.
- "L'isola" ("Friend Island"), in All-Story Weekly del 7 Settembre 1918. Traduzione di Roberta Rambelli, nell'antologia Le origini (dal 1800 al 1925), Storia della Fantascienza 1, Libra Editrice, 1980.
- "Behind the Curtain", in All-Story Weekly del 21 Settembre 1918.
- "Unseen-Unfeared", in People's Favorite Magazine del 10 Febbraio 1919.
- "The Elf-Trap", in Argosy del 5 Luglio 1919.

### Materiali perduti
L'ultimo numero della rivista The Thrill Book, datato 15 Ottobre 1919, conteneva un indice del numero mai pubblicato di Dicembre 1919, stando al quale il magazine avrebbe proposto un racconto di "Francis Stevens" intitolato "Impulse" e serializzato in due puntate un suo romanzo, senza indicarne il titolo; il racconto non è mai stato pubblicato ed è plausibile sia andato disperso, mentre non è noto se il romanzo ha conosciuto la medesima sorte, o se si trattava di uno dei tre romanzi che l'autrice ha pubblicato successivamente su altre testate.

### Raccolte
- Possessed: A Tale of the Demon Serapion, Renaissance E Books, 2003. Contiene il romanzo eponimo e i tre racconti "Behind the Curtain", "The Elf-Trap" e "Unseen-Unfeared", con introduzione di Jean Marie Stine.
- The Nightmare and Other Tales of Dark Fantasy, Bison Frontiers of Imagination, Bison Books, 2004. Contiene i due romanzi The Labyrinth e Serapion, le due novelle The Nightmare e Sunfire, e i quattro racconti "Friend Island", "Behind the Curtain", "Unseen-Unfeared" e "The Elf-Trap", con introduzione di Gary Hoppenstand.
- Claimed! and Avalon, The Francis Stevens Library 1, Black Dog Books, 2018. Volume doppio comprendente i due romanzi eponimi.
- Gertrude Barrows Bennett. Il grande ignoto | Dietro la tenda | L’isola, traduzione di Valentina Accardi e Chiara Messina, Urban Apnea Edizioni, 2018. Raccolta di tre racconti creata per il mercato italiano.